# Wohn- und Wirtschaftsgebäude Dorfstraße 28
Das Wohn- und Wirtschaftsgebäude Dorfstraße 28 in der niedersächsischen Gemeinde Worpswede, Ortsteil Neu Sankt Jürgen, stammt aus der Mitte des 19. Jahrhunderts. Aktuell (2025) wird es auch zum Wohnen und gewerblich genutzt.
Das Gebäude steht unter Denkmalschutz. Siehe auch Liste der Baudenkmale in Worpswede.

## Geschichte und Beschreibung
Worpswede im Teufelsmoor wurde 1218 erstmals als Besitz des Klosters Osterholz erwähnt. Neu Sankt Jürgen wurde 1753 im Rahmen der Moorkolonisierung des Teufelsmoores gegründet.
Das eingeschossige traufständige Zweiständer-Hallenhaus in Fachwerk mit Steinausfachung, mit ziegelgedecktem Krüppelwalmdach und Grooter Door mit Korbbogen wurde 1852 (Inschrift) gebaut. 1921 (Inschrift) wurde das Haus erneuert.
Das Landesdenkmalamt befand u. a.: „… ein regionstypisches Hallenhaus in Zweiständerkonstruktion …“